# Tutto live
Tutto live è il primo album live di Gianna Nannini.

## Descrizione
Questo album comprende canzoni registrate durante il tour di Puzzle.
Nel disco è presente una rassegna di brani registrati in Germania, in Svizzera e alla Fortezza Medicea di Siena.
L'album ha raggiunto la quarta posizione in classifica in Svizzera.

## Tracce
1. Intro
2. Kolossal
3. Sognami
4. Autostrada
5. Occhi aperti
6. Bla bla
7. Amore amore
8. Wagon-lits
9. Ragazzo dell'Europa
10. California
11. Vieni Ragazzo[2]
12. Siamo Ricchi[2]
13. Fiesta[2]
14. Fotoromanza
15. Bi-bip
16. America
17. Latin lover
18. Primadonna

## Formazione
1. Gianna Nannini - voce, moog, pianoforte
2. Claudio Cattafesta - chitarra elettrica, cori
3. Remo Maria Kessler - chitarra elettrica, cori
4. Felice Muller - basso elettrico
5. Pino Scagliarini - tastiere, effetti speciali, cori
6. Freddy Steady - batteria, percussioni

## Classifiche

### Classifiche settimanali
| Classifica (1985) | Posizione massima |
| ----------------- | ----------------- |
| Austria           | 11                |
| Germania          | 48                |
| Svizzera          | 4                 |